# فیت (داکوتای جنوبی)
فیت(به انگلیسی: Faith) شهری در ایالت داکوتای جنوبی کشور ایالات متحده آمریکا است که جمعیت آن در سرشماری سال ۲۰۱۰ میلادی، ۴۲۱ نفر بوده‌است.